# 아르멘 오하냔
아르멘 오하냔(스페인어: Armén Ohanián, 아르메니아어: ԱԱրմեն Օհանյան, 본명: 소피아 에마누옐리 피르부다갼(스페인어: Sofía Emanuyeli Pirbudaghián, 아르메니아어: Սոֆյա Էմանուելի Փիրբուդաղյան), 1887년~1976년)은 멕시코의 아르메니아계 무용가, 배우이다.